# Die lieben Luder
Die lieben Luder ist ein deutscher Kriminalfilm von Helmut Krätzig aus dem Jahr 1983. Der Fernsehfilm war ursprünglich als Teil der Reihe Polizeiruf 110 geplant, wurde jedoch schließlich als Einzelfilm gesendet.

## Handlung
Yvonne und Evchen, Arbeitskolleginnen in einer Fabrik, haben von den Männern genug. Ständig geraten sie in Bars an solche, die sie nur für eine Nacht wollen, Strohwitwer, die eine kurze Ablenkung vom Ehealltag suchen, oder weinerliche Ehegatten, die gerade mit ihren Ehefrauen Streit hatten und sich bei jemandem ausweinen wollen. Sie planen sich an den Männern zu rächen. Eingeweiht haben sie den Oberkellner ihrer Stammbar, Freddy, der ihnen lohnende Opfer zuweisen soll. Herausgeputzt erscheinen beide Frauen in der Bar und die blonde Evchen flirtet mit dem arglosen Hans-Dieter Bullrich, der die Migräne vortäuschende Frau schließlich nach Hause bringt. Evchen macht ihm eindeutige Avancen, zieht sich aus und bringt ihn schließlich dazu, ihr den BH zu öffnen. Nun erscheint Yvonne und fotografiert Bullrich in eindeutiger Situation. Beide Frauen brechen ihre Aktion ab und fordern von Bullrich 5.000 Mark. Andernfalls werde Bullrichs Frau die Fotos erhalten. Verzweifelt geht Bullrich, hat er doch in seiner Ehe so schon nichts zu melden.
In einer Flussaue bei Altenau trifft sich unterdessen Buchhändler Domski mit dem Restaurator des Herzoglichen Museums Altenau, Herrn Mertens. Mertens hat bei der letzten Inventur mehrere kleine Skulpturen entwendet und will sie nun an Domski verkaufen. Domski nimmt zwar die Figuren in einem Koffer an sich, will jedoch nicht zahlen. Es kommt zum Handgemenge und Domski schlägt Mertens nieder. Er lässt den reglosen und blutenden Mann liegen und flieht in dessen Wagen nach Berlin. Abends geht er in die Bar, wo Yvonne und Evchen ihn als ihr neues Opfer auswählen. Domski hält sie für Prostituierte und geht bereitwillig mit in die Wohnung. Dort geht es ihm nicht schnell genug, ziert sich Evchen doch ihrer Rolle gemäß. Als Yvonne mit dem Fotoapparat erscheint, glaubt Domski, sie wolle Erotikfotos machen, und ist begeistert. Er verfolgt Yvonne und Evchen, zerreißt Yvonnes Kleid und wird schließlich von beiden Frauen k. o. geschlagen. Sie fesseln den Mann und schließen ihn in ihren Wandschrank ein, entdecken kurz darauf aber die Kunstgegenstände. Yvonne erkennt sofort, dass die Kunstwerke gestohlen sein müssen, tragen sie doch die Inventarnummer des Museums in Altenau. Beide Frauen gehen zur Polizei, bestehen jedoch auf Hauptmann Peter Fuchs als ihren Ansprechpartner. Der reagiert zunächst skeptisch auf die Geschichte der Frauen, geht aber trotzdem mit in ihre Wohnung. Domski wird festgenommen und die gestohlene Ware sichergestellt.
Da beide Frauen befürchten, von der Tätergruppe beschattet zu werden, lässt Peter Fuchs sie bewachen. Es kommt jedoch nur zu kleinen Zwischenfällen, so zum unerwarteten nächtlichen Besuch von Bullrich, der mit den Frauen eine Ratenzahlung des Erpressergeldes aushandeln will. Domski ist unterdessen nicht zu einem Geständnis zu bewegen. Bei ihm fand sich eine Fahrkarte von Altenau nach Berlin. Mertens’ Neffe identifiziert mit Peter Fuchs den Wagen seines Onkels, der am Bahnhof in Berlin steht. In Altenau wird wenig später der schwerverletzte Mertens gefunden, der ohne medizinische Hilfe gestorben wäre. Domski will jedoch nicht verraten, wer der Auftraggeber des Diebstahls war. Als Peter Fuchs die beiden jungen Frauen unter einem Vorwand von ihrer Wohnung weglockt, können die Ermittler den ewig betrunkenen Bühnenbildner „Knacki“ stellen, der Evchen wiederum begreifen lässt, dass Oberkellner Freddy der Mitwisser sein muss. Tatsächlich finden sich bei Freddy zahlreiche gestohlene Kunstgegenstände. Er soll sie für einen Niederländer zwischenlagern, der in zwei Tagen in die DDR einreisen und die Kunstwerke erwerben will.
Für ihr Engagement, das die Festnahme von Domski und die Aufklärung eines Verbrechens ermöglichte, werden Yvonne und Evchen mit einer Prämie ausgezeichnet. Peter Fuchs hofft, beiden Frauen nicht irgendwann als Täterinnen zu begegnen – trotz ihrer Verdienste wird er wegen der Erpressung von Bullrich ein Protokoll aufnehmen.

## Produktion
Die lieben Luder wurde vom 20. Mai bis 10. Juli 1981 in Berlin, Potsdam und Cottbus gedreht. Die Kostüme stammen von Tamara Schramm-Bansen, die Filmbauten schuf Dietrich Singer. Der Ermittler im Film ist Peter Fuchs in seinem 50. Fall. Am 15. Februar 1983 hatte der Film seine Fernsehpremiere.
Ursprünglich wurde der Film als Folge der Fernsehreihe Polizeiruf 110 produziert, jedoch unter anderem aufgrund der falschen Darstellung der Polizeiarbeit und drastischer Dialoge außerhalb der Reihe gesendet. Er gehört damit, wie auch die Filme:
- Gelb ist nicht nur die Farbe der Sonne (1979)
- Herbstzeit (1979)
- Klassenkameraden (1984)
- Aussenseiter (1985)
- Kalter Engel (1986)
- Im Alter von … (1974)
- Rosis Mann (1984)

zu den produzierten Polizeiruf-Folgen, die aus unterschiedlichen Gründen nicht in die Polizeiruf-Reihe aufgenommen wurden oder keine Sendefreigabe erhielten.

## Kritik
Die zeitgenössische Kritik bezeichnete Die lieben Luder als einen „Nonsense-Krimi […], wie wir ihn in der von Krätzig vorgelegten Art bisher noch kaum auf unseren Bildschirmen sehen konnten.“ Cinema nannte den Film „brav-bieder“.